# Евфимия (принцесса Киликии)
Ефимия или Фими (арм. Եվփիմեա; ?—  2 декабря 1309) — принцесса Киликийского армянского царства. Происходила из рода Хетумидов. Дочь короля Хетума I и Забел.

## Биография
Ефимия происходит из армянской династии Хетумидов. Родилась в семье короля Киликийского армянского царства Хетума I и королевы Забел. В 1252 году вышла замуж за сеньора Сидана Жюльена Гренье. У них было трое детей — Балиан II (ум. 1277), Иоанн (ум. 1289) и Маргарита (стала женой Ги II Эмбриако). В 1263 году развелась и вернулась в отцовские владения. Приняла монашеский постриг в армянском монастыре св. Богородицы на Кипре, где была его игуменьей. Умерла в 1309 году в монастыре Дразарк

## Семья
муж: Жюльен Гренье, в браке с 1152 по 1163
дети:
- Балиан II Гренье (ум. 1277)
- Иоанн Гренье (ум. 1289)
- Маргарита (стала женой Ги II Эмбриако)